# اچ‌ام‌اس لاین (۱۹۱۰)
اچ‌ام‌اس لاین (۱۹۱۰) (به انگلیسی: HMS Lion (1910)) یک کشتی بود که طول آن ۷۰۰ فوت (۲۱۳٫۴ متر) بود. این کشتی در سال ۱۹۱۰ ساخته شد.